# Fausto Paolo Sozzini
Fausto Paolo Sozzini, italijanski teolog, * 5. december 1539, † 4. marec 1604.
Je začetnik socinianizma.
1. ↑  Bell A. Encyclopædia Britannica — Encyclopædia Britannica, Inc., 1768.
2. ↑  Record #118615815 // Gemeinsame Normdatei — 2012—2016.